# Teca (folículo)
La teca, teca folicular es una  estructura multicelular que rodea la cavidad central (antro folicular) del folículo ovárico maduro o folículo de Graaf. 
Las células de la teca son células endócrinas esenciales, al producir el sustrato de andrógenos necesario para la síntesis de los estrógenos del ovario.

Esta estructura consta de dos capas, una teca interna y una teca externa, las que gradualmente se van fusionando con el estroma ovárico. Otra de las funciones de la teca es desarrollar capilares sanguíneos, que permitan la alimentación y desarrollo de la capa granulosa.

Las células de la teca, pueden causar infertilidad por su proliferación excesiva, que provoca exceso de andrógeno ovárico y también por su baja actividad celular, que causa infertilidad debido a la falta de estrógeno.

## Aparición y desarrollo de la teca
El folículo progresa en su crecimiento hasta convertirse en un folículo antral. Las células de la granulosa, se multiplicaron formando varias capas alrededor del ovocito.

Luego, con la aparición de las células que en su periferia, forman la capa histológica llamada teca, el folículo aumenta de tamaño.

La teca deriva del estroma ovárico, recubre el esferoide del folículo y aporta los vasos sanguíneos.

### Teca interna

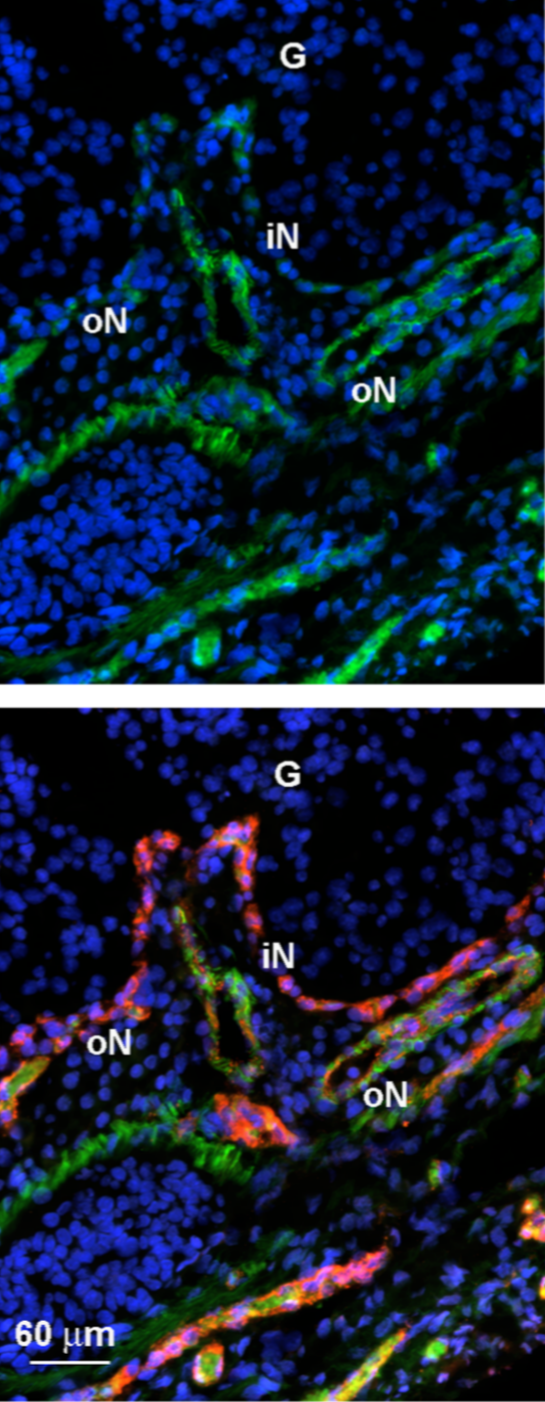
Vasos de la Teca. Arriba: células musculares lisas de arteriolas (en verde). Células endoteliales en rojo. G= capa granulosa. iN= Teca interna. oN= Teca externa.

La teca interna es una capa vascularizada y es productora de esteroides. El desarrollo de capilares sanguíneos en el espesor de la teca, permite que las gonadotrofinas (FSH y LH) influyan sobre el crecimiento del centro del folículo pre-antral. Las gonadotropinas pasan desde la teca, a través de las uniones comunicantes gap hasta las células de la granulosa, capa que es avascular, y es la única que tiene receptores para FSH.

La microarquitectura de las células de la teca interna adquiere una forma poligonal y tienen un citoplasma vacuolado y un núcleo vesicular.

Su ultraestructura presenta las características esteroidogénicas típicas: mitocondrias con crestas tubulares, retículo endoplásmico liso y abundantes vesículas lipídicas.
La teca interna, que contiene receptores para la LH, responde a su estímulo sintetizando andrógenos que pasan a la capa granulosa y allí son aromatizados a estrógenos.
Se crea un espacio en la capa granulosa denominado antro folicular, que ocupa el centro del folículo, desplazando el ovocito a su periferia, es el llamado (folículo antral).

### Teca externa
La teca externa se desarrolla durante el crecimiento final del folículo (folículo de Graaf), cuando éste alcanza un máximo de 2 centímetros (cm) de diámetro.

Es una estructura de tejido conectivo fibroso, dispuesta de forma esferoide, por fuera de la teca interna del folículo. Está compuesta por fibroblastos, fibras de colágeno, grandes vénulas, vasos linfáticos, fibras nerviosas y células con filamentos contráctiles.
Después de la ruptura del folículo de Graaf, se produce el cuerpo lúteo por la luteinización de las células de la teca, que se quedan en el ovario. Las células de la teca luteínica secretan andrógenos y progesterona.

## Funciones
Las células de la teca, son células endócrinas que se asocian con los folículos del ovario. Esta capa celular desempeña un papel esencial en la fertilidad, al producir los andrógenos del ovario, necesarios para generar, por una síntesis posterior en la granulosa, los estrógenos del ovario.

## Patología
Las células de la teca son las células endócrinas asociadas con los folículos ováricos, y juegan un papel esencial en la fertilidad al producir el sustrato de andrógenos necesario para la biosíntesis de los estrógenos ováricos.
La causa endocrina más común de infertilidad se asocia con la proliferación excesiva de células de la teca y el hiperandrogenismo ovárico.

La falta de actividad de las células de la teca, causa infertilidad debido a la falta de estrógeno.